# Csér
Csér là một thị trấn thuộc hạt Győr-Moson-Sopron, Hungary. Thị trấn này có diện tích 2,94 km², dân số năm 2010 là 26 người, mật độ 9 người/km².